# Povl Sabroe
Povl Arthur Sabroe (født 2. februar 1897 i Aarhus, død 5. juni 1984 i Sipperup ved Skælskør), var en dansk journalist, redaktør, forfatter og revydirektør, kendt under navnet Den Gyldenblonde.
"Den Gyldenblonde" var den signatur, han skrev sine artikler under i sin tid som journalist. Senere blev det hængende som et kælenavn, når han optrådte i andre sammenhænge – som forfatter til monologer, sketches, humorbøger og erindringer samt når han underholdt som causør. Han underholdt solo ved utallige lejligheder, men dannede også komiske scenepar med folk som politikeren K.K. Steincke og hamonikaduoen Gellin & Borgstrøm.
Sabroe havde sentenser og oneliners, han ofte brugte – som f.eks.:
- Hver morgen får jeg Berlingeren på sengen. Og så snart jeg har løbet dødsannoncerne igennem og set, at mit navn ikke er imellem, så står jeg op!
- Alle anså fjernsynet for umuligt. Det gør man også i dag.
- Jeg er så gammel, at jeg har kendt Madame Butterfly som larve.
Søn af politikeren Peter Sabroe, bror til bl.a. journalisten Sven Sabroe, gift 2. gang med udspringersken Ingrid Larsen og far til bl.a. forfatteren Morten Sabroe.

## Bøger af Povl Sabroe
- Opdigtede interview, 1938
- Jeg er ikke taler, 1940
- Frikvarter med Den Gyldenblonde, 1941
- Mit gyldenblonde liv, 1971
- Gyldenblond humor til brug og genbrug, 1977
- Blækspruttens visebog, 1978
- De meget skrå brædder, 1981

## Bog om Povl Sabroe
- Sidste tog af Morten Sabroe, 1996
- Fader vor af Morten Sabroe, 2011